# Temamatla
Temamatla é um município do estado do México, no México.